# ウディ語
ウディ語とは、ウディ人によって話される言語である。北東コーカサス語族のレズギグ語派に属する。この言語の古い形態が、現在のダゲスタン南部からアゼルバイジャン一帯に広がっていたカフカス・アルバニア王国の主要言語であったと考えられている。かつてのウディ語はコーカサスアルバニア語とも呼ばれ、中世アルバニアの歴史家が言及した「ガルガリアン語」におそらく対応する。
この言語はアゼルバイジャンのニジ、カバラ郡、オグズ郡、またロシアの北コーカサス地方で4000人によって話されている。
ウディ語は現在絶滅の危機に瀕しており、UNESCOによって「重大な危険」に分類されている。

## 歴史
ウディ語は大まかに5つの歴史段階に分けることが出来る。
| 初期ウディ語 | 紀元前2000年 – 300年 |
| 古代ウディ語 | 300年 – 900年        |
| 中世ウディ語 | 900年 – 1800年       |
| 近世ウディ語 | 1800年 – 1920年      |
| 現代ウディ語 | 1920年 – 現在        |

700年ごろから、古代ウディ語は恐らくコーカサスアルバニアの教会における典礼言語としてしか用いられなくなった。

## 文法
古代ウディ語は能格言語であった。
ウディ語は屈折語の傾向を持つ膠着語である。接辞はほとんどが接尾辞か接中辞だが、接頭辞もいくつか存在する。ほとんどの接辞は特定の品詞にしか付かず、いくつかは接語として機能する。語順はSOV型。
ウディ語は文法的性をもたないが、曲用がある。また、古代ウディ語は照応代名詞に文法的性をもっていた。

## 音韻

### 母音
|      | 前舌     | 中舌 | 後舌 |
| ---- | -------- | ---- | ---- |
| 狭   | i iˤ (y) |      | u uˤ |
| 半狭 | ɛ ɛˤ (œ) | ə    | ɔ ɔˤ |
| 広   | (æ)      |      | ɑ ɑˤ |

### 子音
|          |          | 唇音 | 歯音 | 歯茎音 | 歯茎音 | 硬口蓋音 | 軟口蓋音 | 口蓋垂音 | 声門音 |
| 軟音     | 硬音     | 唇音 | 歯音 |        |        | 硬口蓋音 | 軟口蓋音 | 口蓋垂音 | 声門音 |
| -------- | -------- | ---- | ---- | ------ | ------ | -------- | -------- | -------- | ------ |
| 鼻音     | 鼻音     | m    | n    |        |        |          |          |          |        |
| 破裂音   | 有声音   | b    | d    |        |        |          | ɡ        |          |        |
| 破裂音   | 無声音   | p    | t    |        |        |          | k        | q        |        |
| 破裂音   | 放出音   | pʼ   | tʼ   |        |        |          | kʼ       | qʼ       |        |
| 破擦音   | 有声音   |      | d͡z   | d͡ʒ     | d͡ʒː    |          |          |          |        |
| 破擦音   | 無声音   |      | t͡s   | t͡ʃ     | t͡ʃː    |          |          |          |        |
| 破擦音   | 放出音   |      | t͡sʼ  | t͡ʃʼ    | t͡ʃːʼ   |          |          |          |        |
| 摩擦音   | 無声音   | f    | s    | ʃ      | ʃː     |          | x        | x        | h      |
| 摩擦音   | 有声音   | v    | z    | ʒ      | ʒː     |          | ɣ        |          |        |
| ふるえ音 | ふるえ音 |      |      | r      |        |          |          |          |        |
| 接近音   | 接近音   |      | l    |        |        | j        |          |          |        |

古代ウディ語は現代ウディ語と異なり、円唇前舌半狭母音を持たなかった。古代ウディ語には、さらに口蓋化された一連の子音をもっていた。

## 表記

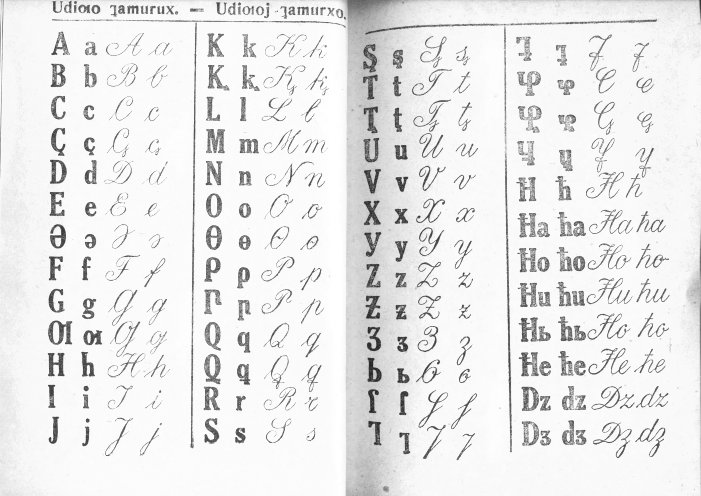
ウディ語ラテン文字（1930年代）

古代ウディ語はコーカサスアルバニア文字を使用していた。エジプトの聖カタリナ修道院で発見された7世紀の古代ウディ語文書にあるように、古代ウディ語は後世の学者にウディ語に使用されていたと証明された52文字のうち50文字を使用していた。
1930年代には、ソ連当局によってラテン文字をベースにしたウディ文字が作られたが、短期間のうちに使われなくなった。
1974年、ヴォロシル・グカシアンによって、キリル文字をベースにしたウディ文字が考案された。彼による『ウディ・アゼルバイジャン・ロシア語辞典』のアルファベットは以下の通りである。
| А а   | Аъ аъ | Аь аь | Б б   | В в   | Г г | Гъ гъ | Гь гь | Д д | Дж дж | ДжӀ джӀ |
| Дз дз | Е е   | Ж ж   | ЖӀ жӀ | З з   | И и | Й й   | К к   | Ҝ ҝ | КӀ кӀ | Къ къ   |
| Л л   | М м   | Н н   | О о   | Оь оь | П п | ПӀ пӀ | Р р   | С с | Т т   | ТӀ тӀ   |
| У у   | Уь Уь | Ф ф   | Х х   | Хъ хъ | Ц ц | Ц' ц' | ЦӀ цӀ | Ч ч | Ч' ч' | ЧӀ чӀ   |
| Чъ чъ | Ш ш   | ШӀ шӀ | Ы ы   |       |     |       |       |     |       |         |